# Matt Barr
Matthew „Matt“ Jerome Barr (* 14. Februar 1984 in Dallas, Texas) ist ein US-amerikanischer Schauspieler.

## Leben
Matt Barr begann seine Schauspielkarriere im Jahr 2003 in dem Film Levelland. 2005 folgte eine Nebenrolle in American Pie präsentiert: Die nächste Generation und eine wiederkehrende Rolle in der Fernsehserie Welcome, Mrs. President. Neben zahlreichen Gastauftritten in Fernsehserien wie Emergency Room – Die Notaufnahme, Medium – Nichts bleibt verborgen, Bones – Die Knochenjägerin, O.C., California und CSI: NY hatte er Filmengagements in Protecting the King an der Seite von Tom Sizemore und in Pedro mit Justina Machado.
In One Tree Hill hatte er ebenfalls eine wiederkehrende Rolle. Im deutschsprachigen Raum erlangte vor allem mit der Nebenrolle als Christopher 'Sully' Sullivan in der Fernsehserie Harper’s Island Bekanntheit. Von 2010 bis 2011 spielte er an der Seite von Alyson Michalka und Ashley Tisdale in der The-CW-Serie Hellcats die Rolle des Dan Patch. 2012 war er an der Seite von Kevin Costner und Bill Paxton in der History-Miniserie Hatfields & McCoys als Johnse Hatfield zu sehen.

## Filmografie (Auswahl)
- 2003: Levelland
- 2005: American Pie präsentiert: Die nächste Generation (American Pie Presents: Band Camp)
- 2006: Bones Staffel 1 (1 Folge)
- 2006: Jesse Stone: Totgeschwiegen (Jesse Stone: Death in Paradise)
- 2006–2007: One Tree Hill (Fernsehserie)
- 2007: Ten Inch Hero
- 2007: Protecting the King
- 2008: Open Your Eyes
- 2008: House Bunny (The House Bunny)
- 2008: Pedro
- 2009: Harper’s Island (Fernsehserie)
- 2009: The Big Bang Theory (Fernsehserie)
- 2009: Gossip Girl (Fernsehserie)
- 2009: Trauma (Fernsehserie, 2 Episoden)
- 2010: Castle  (Fernsehserie, Episode 2x03)
- 2010: Friday Night Lights (Fernsehserie, 2 Episoden)
- 2010–2011: Hellcats (Fernsehserie, 19 Episoden)
- 2011: Dr. Dani Santino – Spiel des Lebens (Necessary Roughness, Fernsehserie, Episode 1x03)
- 2012: 7 Below – Haus der dunklen Seelen (Seven Below)
- 2012: Hatfields & McCoys (Miniserie, 3 Episoden)
- 2013: Romeo Killer: The Chris Porco Story (Fernsehfilm)
- 2013: Parkland
- 2014–2015: Sleepy Hollow (Fernsehserie, 9 Episoden)
- 2017: Mister before Sister
- 2017–2018: Valor (Fernsehserie)
- 2019–2022: Blood & Treasure – Kleopatras Fluch (Blood & Treasure, Fernsehserie, 25 Episoden)
- 2021: Walker (Fernsehserie, 4 Episoden)
- 2022–2023: Walker: Independence (Fernsehserie)